# Gregory Cromwell, 1. Baron Cromwell

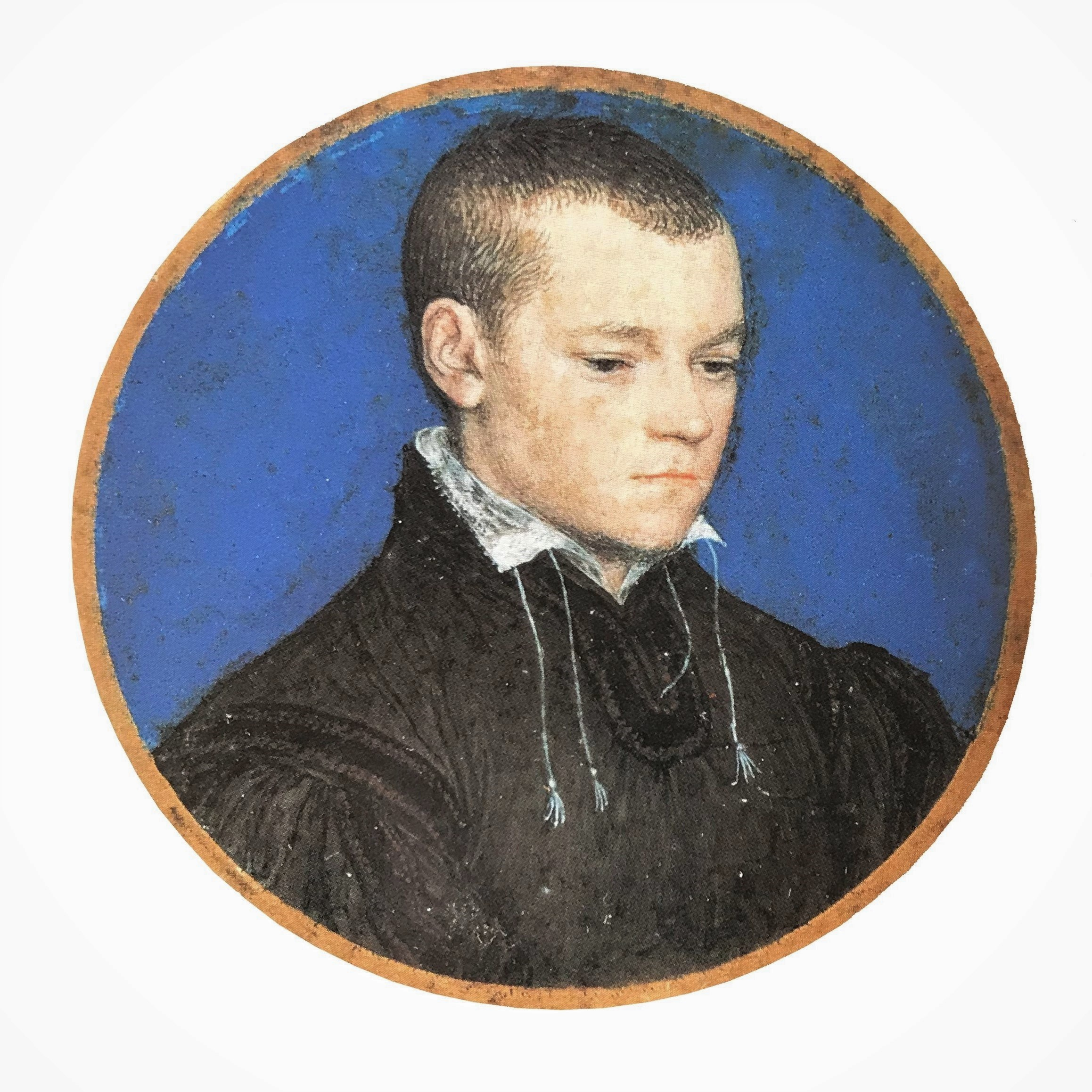
Porträt eines jungen Mannes, vielleicht Gregory Cromwell, etwa 1535–1540, von Hans Holbein dem Jüngeren

Gregory Cromwell, 1. Baron Cromwell (* um 1520 in London; † 4. Juli 1551 in Launde Abbey, Leicestershire) war ein englischer Adliger.

## Familie
Gregory Cromwell war der einzige Sohn des englischen Staatsmanns Thomas Cromwell, 1. Earl of Essex und dessen Ehefrau Elizabeth Wykes. Er hatte zwei Schwestern, Anne und Grace, und eine Halbschwester, Jane (eine uneheliche Tochter seines Vaters). Seine Mutter und die beiden Schwestern starben wohl im Sommer 1528 in London an einer Englischer Schweiß genannten Epidemie.
Am 3. August 1537 heiratete er Elizabeth Seymour, Witwe von Sir Anthony Ughtred, Schwester der Königin Jane Seymour. Er wurde damit Schwager von König Heinrich VIII.

## Leben und Wirken
Gregory genoss eine vorzügliche Erziehung. Nach dem Studium in Cambridge von 1528 bis 1533 wurde er Mitarbeiter seines Vaters.
Durch seine verwandtschaftlichen Beziehungen zum Königshaus überstand er 1540 den Sturz und die Hinrichtung seines Vaters und widmete sich dann der Verwaltung und Bewirtschaftung seines Landbesitzes. Durch die Ächtung seines Vaters verlor er aber den Erbanspruch auf dessen Titel Earl of Essex und Baron Cromwell, of Wimbledon in the County of Surrey. Stattdessen verlieh ihm König Heinrich VIII. am 18. Dezember 1540 den erblichen Adelstitel Baron Cromwell, of Oakham in the County of Rutland. Im Rahmen der Feierlichkeiten zur Krönung König Eduard VI. wurde er 1547 zum Knight of the Bath geschlagen.
Am 4. Juli 1551 starb er auf seinem Landsitz Launde Abbey in Leicestershire, ebenfalls am Englischen Schweiß.

## Nachkommen
Aus seiner Ehe mit Elizabeth Seymour hatte er fünf Kinder:
- Henry Cromwell, 2. Baron Cromwell (um 1538–1592), ⚭ vor 1560 Mary Paulet, Tochter des John Paulet, Lord St. John;
- Edward Cromwell (1539–vor 1553);
- Thomas Cromwell (um 1540–1610/11), ⚭ 1580 Katherine Gardner;
- Catherine Cromwell (* 1541), ⚭ John Strode of Parnham;
- Frances Cromwell (um 1544–1562), ⚭ 1560 Richard Strode of Newnham.

Seine Witwe, die auch am Englischen Schweiß erkrankt war, aber die Krankheit überlebte, heiratete 1554 John Paulet, Lord St. John. Sie starb am 19. März 1568.